# 주 나의 목자 되시니
주 나의 목자 되시니(The Lord's My Shepherd)는 기독교 찬송가이다. 대체로 영국 청교도 프랜시스 라우스(Francis Rous)의 것으로 간주되며 성경의 시편 23편 내용을 기반으로 한다. 이 찬송가는 1650년 애버딘셔(Aberdeenshire)의 한 교구로 거슬러 올라가는 스코틀랜드 운율 시편집(Scots Metrical Psalter)에 처음 등장했다.
보통은 제시 시모어 어바인(Jessie Seymour Irvine)이 작곡한 곡 크리몬드(Crimond)에 맞춰 부른다.